# المهدي عفري
المهدي عفري (مواليد 1 يناير 1996)، عداء بارالمبي مغربي مُتخصص في سباقات الجري السريع. مثل المغرب في دورة الألعاب البارالمبية الصيفية 2016 التي أُقيمت في ريو دي جانيرو، وقد فاز خلال مُشاركته بميداليتين، هُما الميدالية الفضية في سباق 400 متر والميدالية البرونزية في سباق 200 متر.
في ألعاب التضامن الإسلامي 2017 التي أُقيمت في باكو عاصمة أذربيجان، حاز المهدي على الميدالية الذهبية في سباق 400 متر، وعلى الميدالية البرونزية في سباق 100 متر.
في بطولة العالم لألعاب القوى لذوي الاحتياجات الخاصة 2017، فاز المهدي بالميدالية الذهبية في سباقي 200 و400 متر. بعدها بسنتين، تُوج بالميدالية الفضية في سباق 400 متر في بطولة العالم 2019.

## روابط خارجية
- المهدي عفري على موقع Paralympic.org (الإنجليزية)